# Авия
Авия (ивр. אֲבִיָּם‎, Авиям), сын Ровоама — 2-й царь Иудейского царства.

## Биография
Авия вступил на престол ещё при израильском царе Иеровоаме, с которым он вёл ожесточённую войну. Летописец царей иудейских, говоря об этой войне, приводит баснословные цифры. По его словам (2Пар. 13:3), Авия выставил в поле 400 тыс. войска, а Иеровоам 800 тыс.; тем не менее победа осталась на стороне Авии, которому Господь помог чудесным образом, и из войска Иеровоама пало не менее полумиллиона. Авии удалось захватить три области Израильского царства - Вефиль, Иешану и Ефрон (2 Пар. 13:19).
Между тем, Авия вовсе не заслужил особого покровительства Господа, поскольку предавался идолопоклонству (3Цар. 15:3).